# Renosteria cedarana
Renosteria cedarana är en insektsart som beskrevs av Pieter D. Theron 1984. Renosteria cedarana ingår i släktet Renosteria och familjen dvärgstritar. Inga underarter finns listade i Catalogue of Life.